# Coenagrion castellani
Coenagrion castellani är en trollsländeart som beskrevs av Roberts 1948. Coenagrion castellani ingår i släktet blå flicksländor, och familjen sommarflicksländor. Inga underarter finns listade i Catalogue of Life.